# Prejereba
Prejereba (Lobotes) é um peixe do gênero perciformes conhecidos como em inglês como tripletails (caudas triplas) sendo nativos de águas subtropicais e tropicais em todos os oceanos. Este é o único gênero da família Lobotidae.

## Espécies
As espécies atualmente reconhecidas neste gênero são:
- Lobotes pacificus CH Gilbert, 1898 (Tripletail do Pacífico)
- Lobotes surinamensis ( Bloch, 1790) (cauda tripla atlântica)